# Resovia (piłka siatkowa)

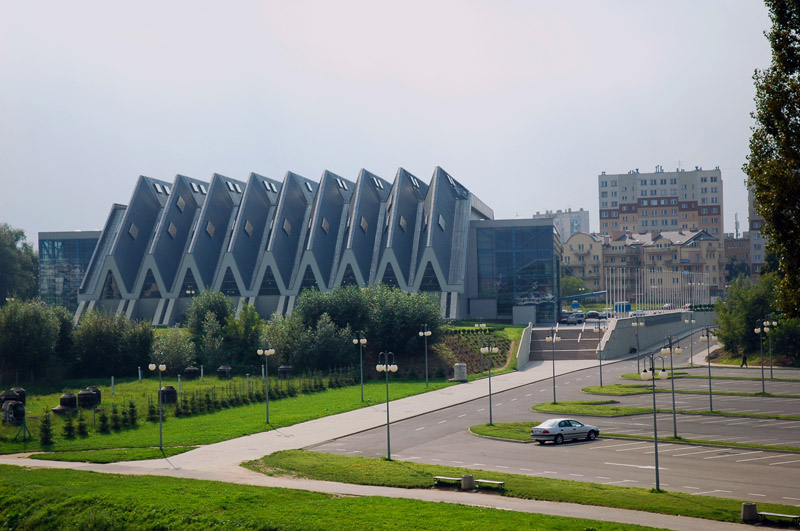
Hala Podpromie w Rzeszowie

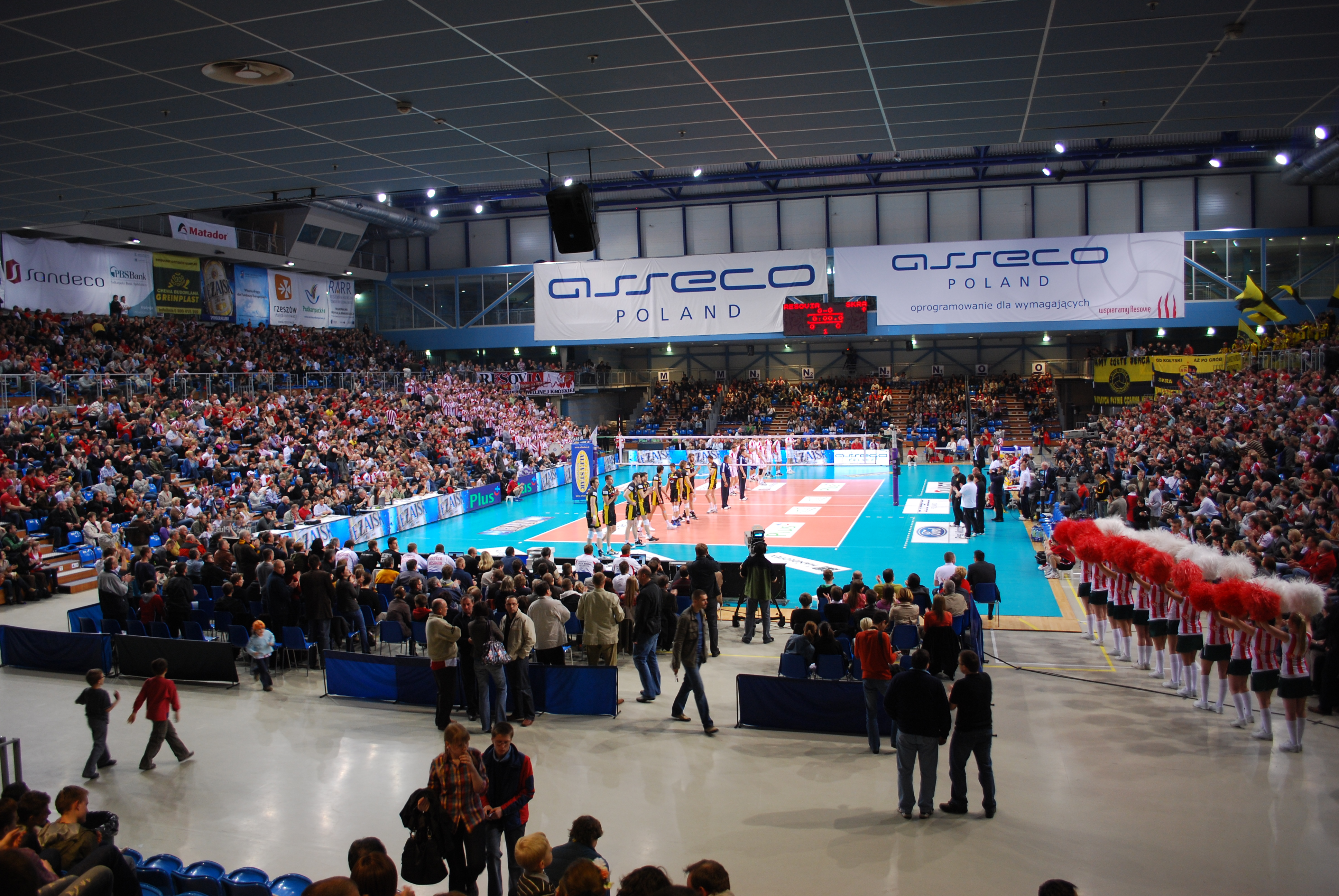
Wnętrze Hali Podpromie

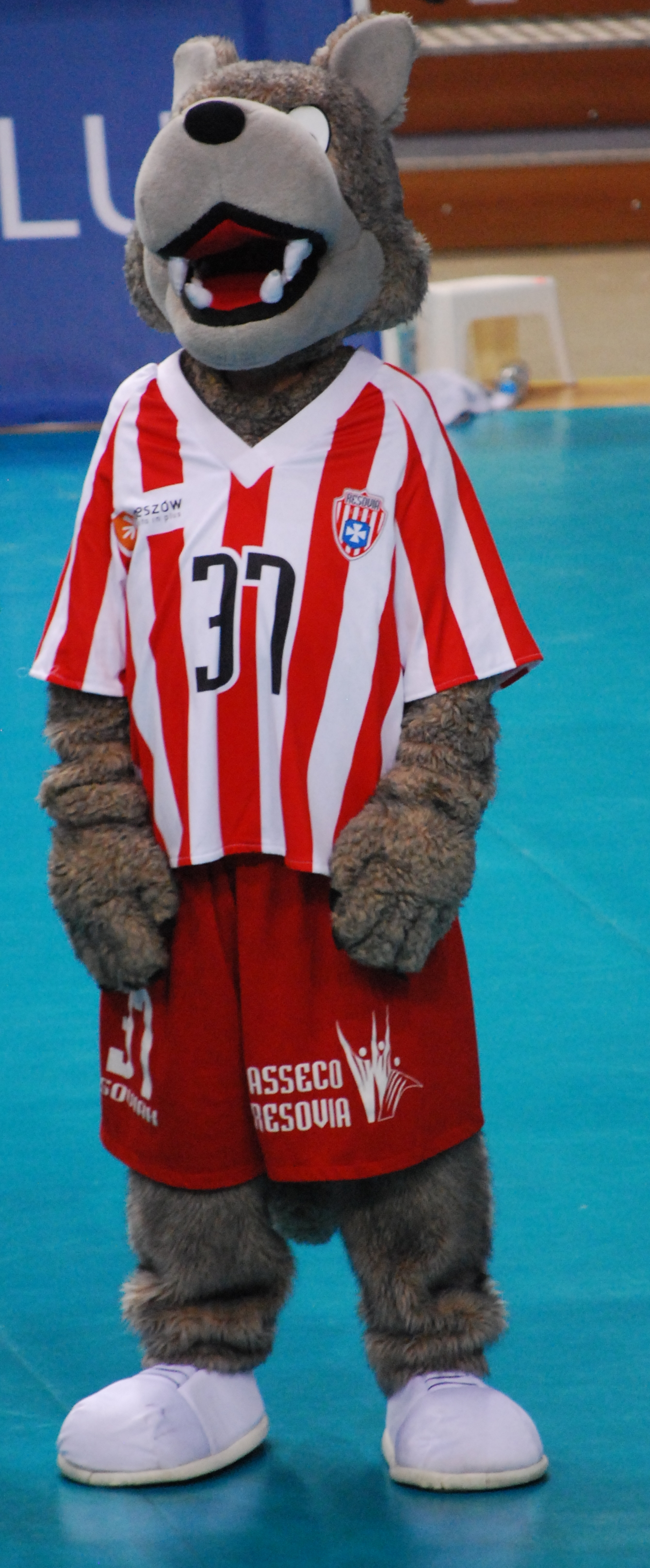
Maskotka klubu

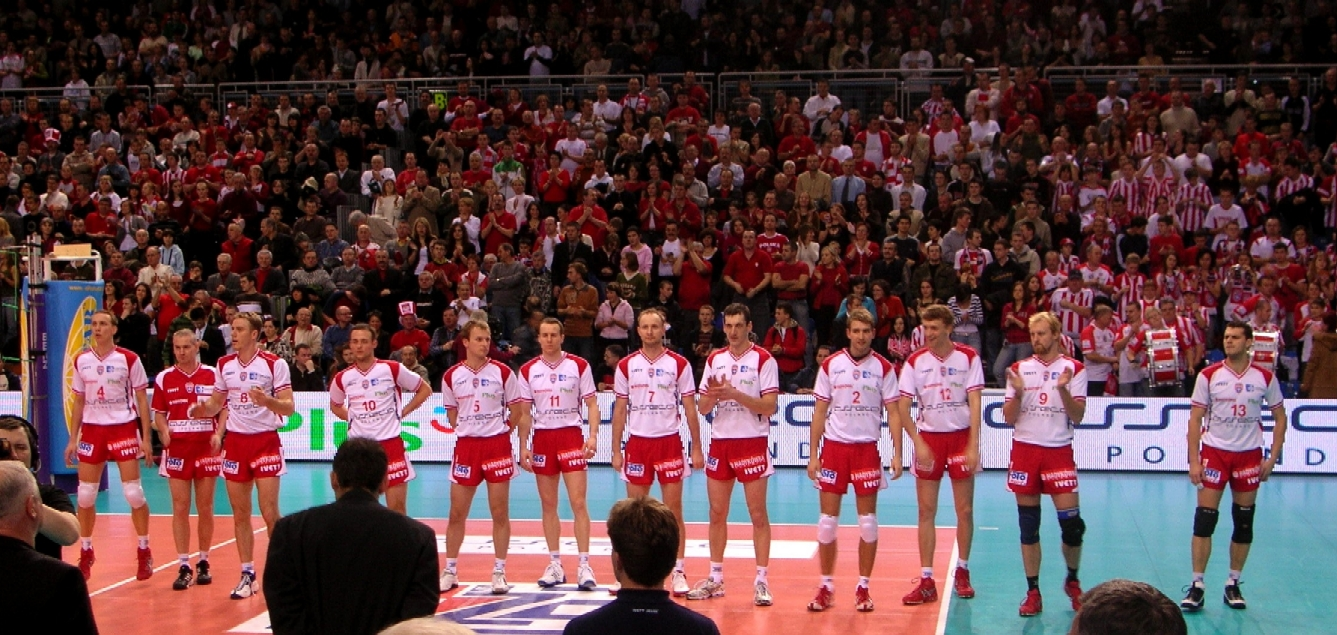
Zawodnicy Asseco Resovii Rzeszów w sezonie 2006/2007

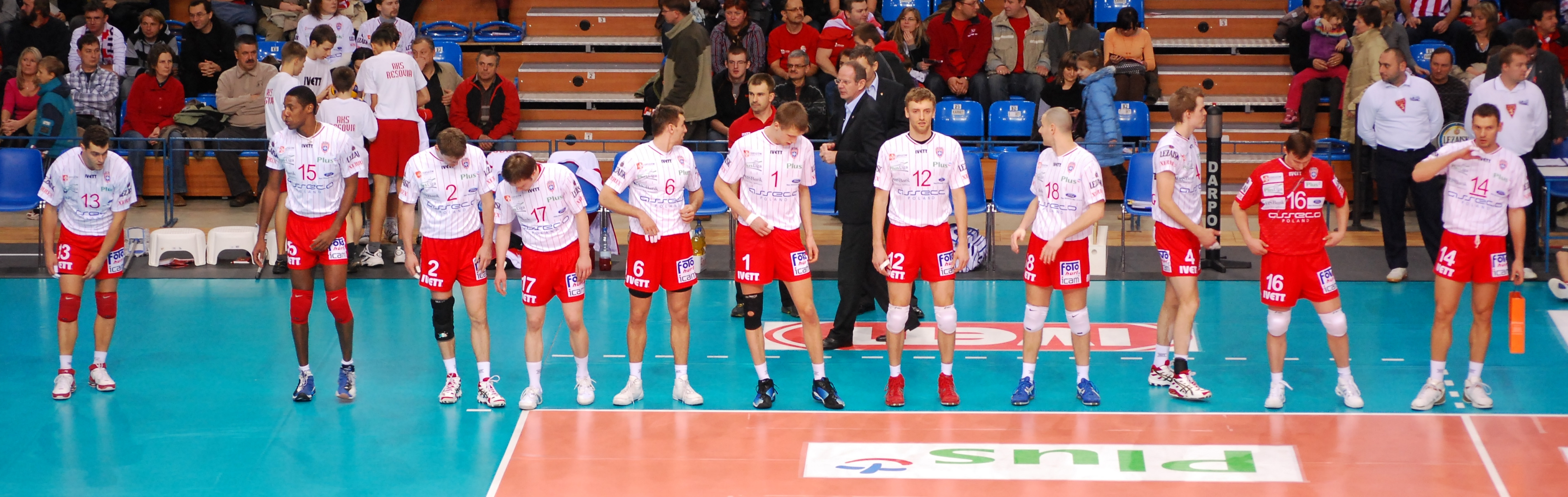
Zawodnicy Asseco Resovii Rzeszów w sezonie 2008/2009

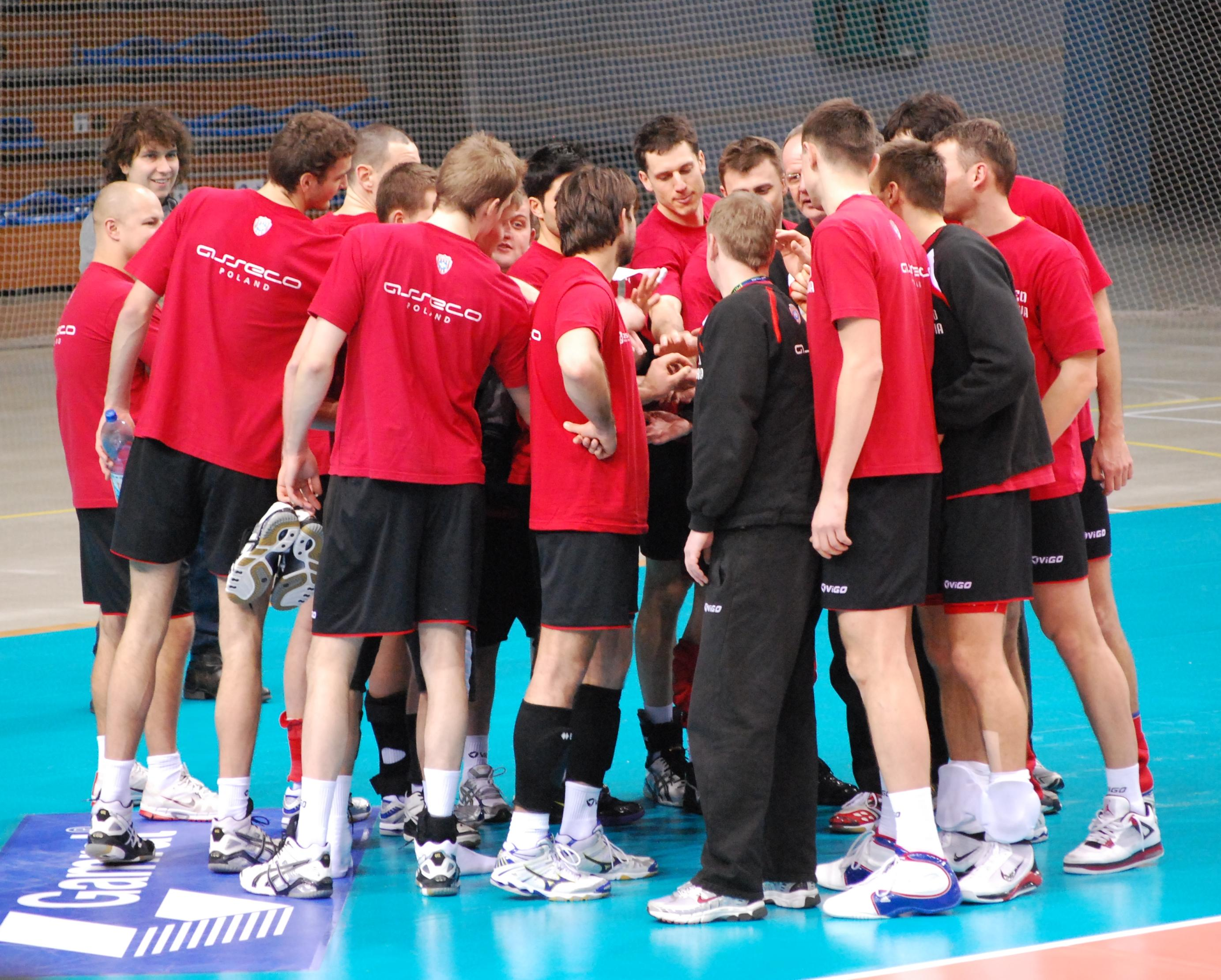
Zawodnicy Asseco Resovii Rzeszów podczas treningu w sezonie 2009/2010

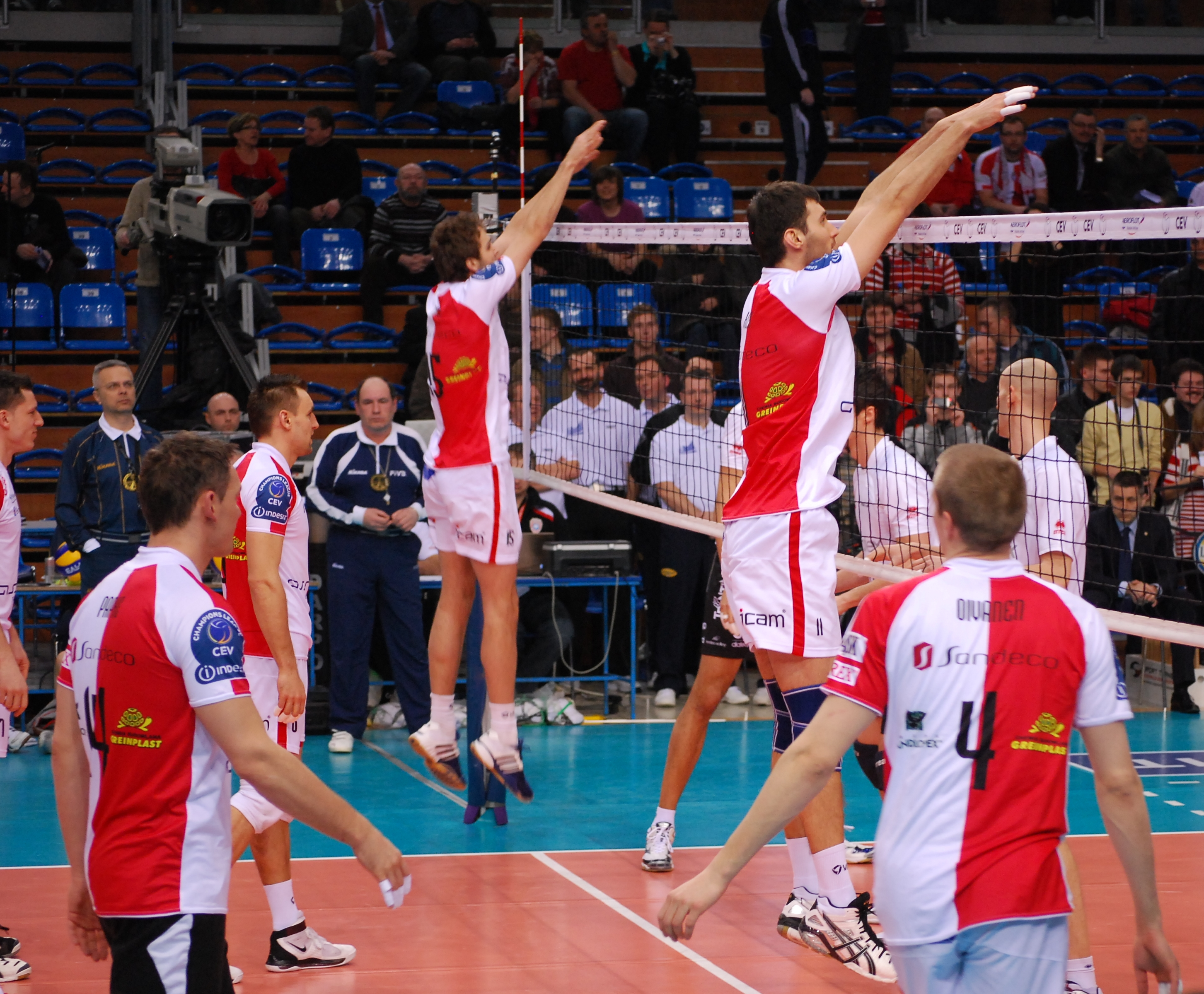
Zawodnicy Asseco Resovia Rzeszów podczas rozgrzewki przed meczem 6 Rundy Ligi Mistrzów przeciwko drużynie Trentino BetClic, 09.03.2010

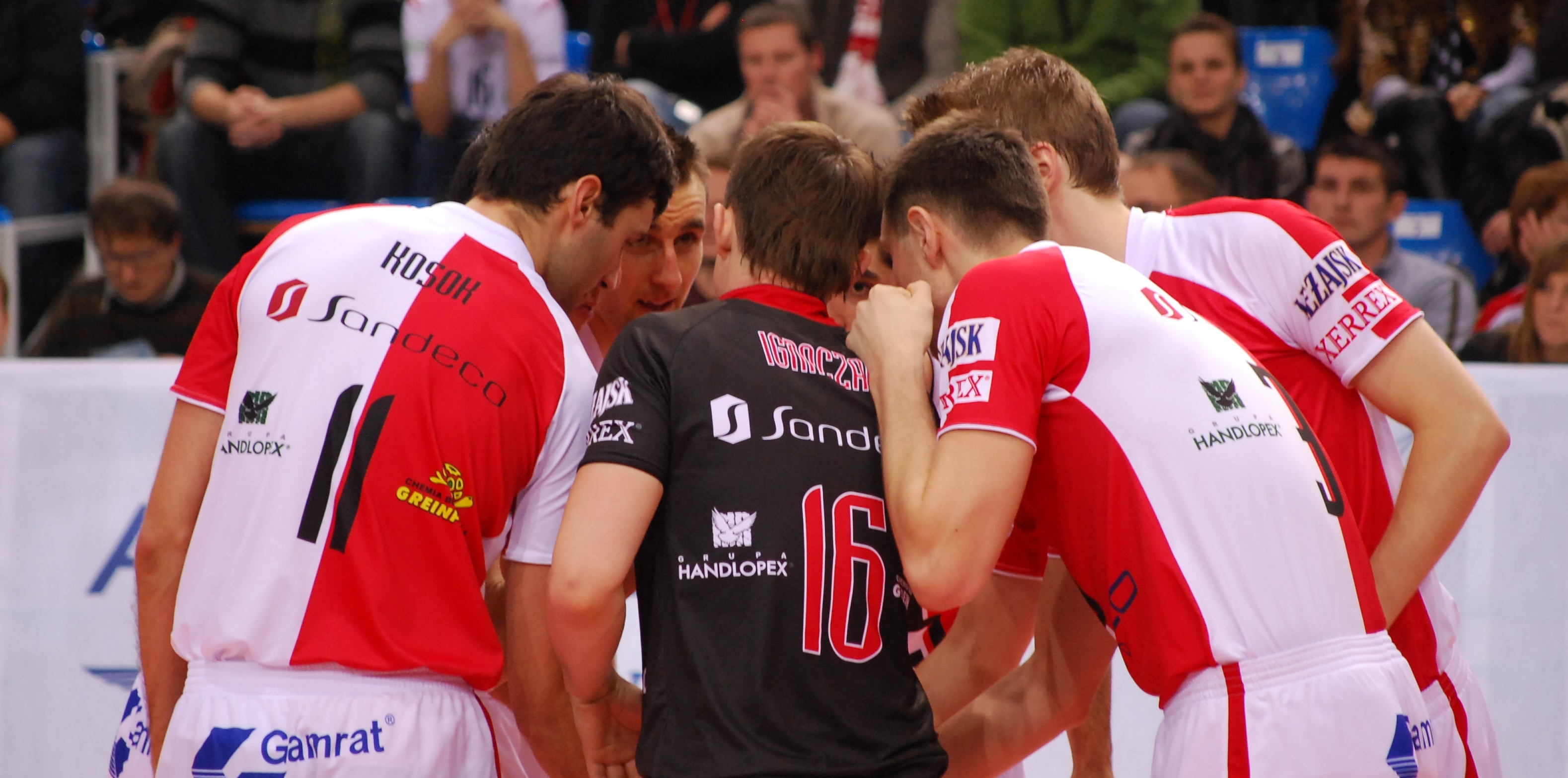
Zawodnicy Asseco Resovii Rzeszów w sezonie 2009/2010

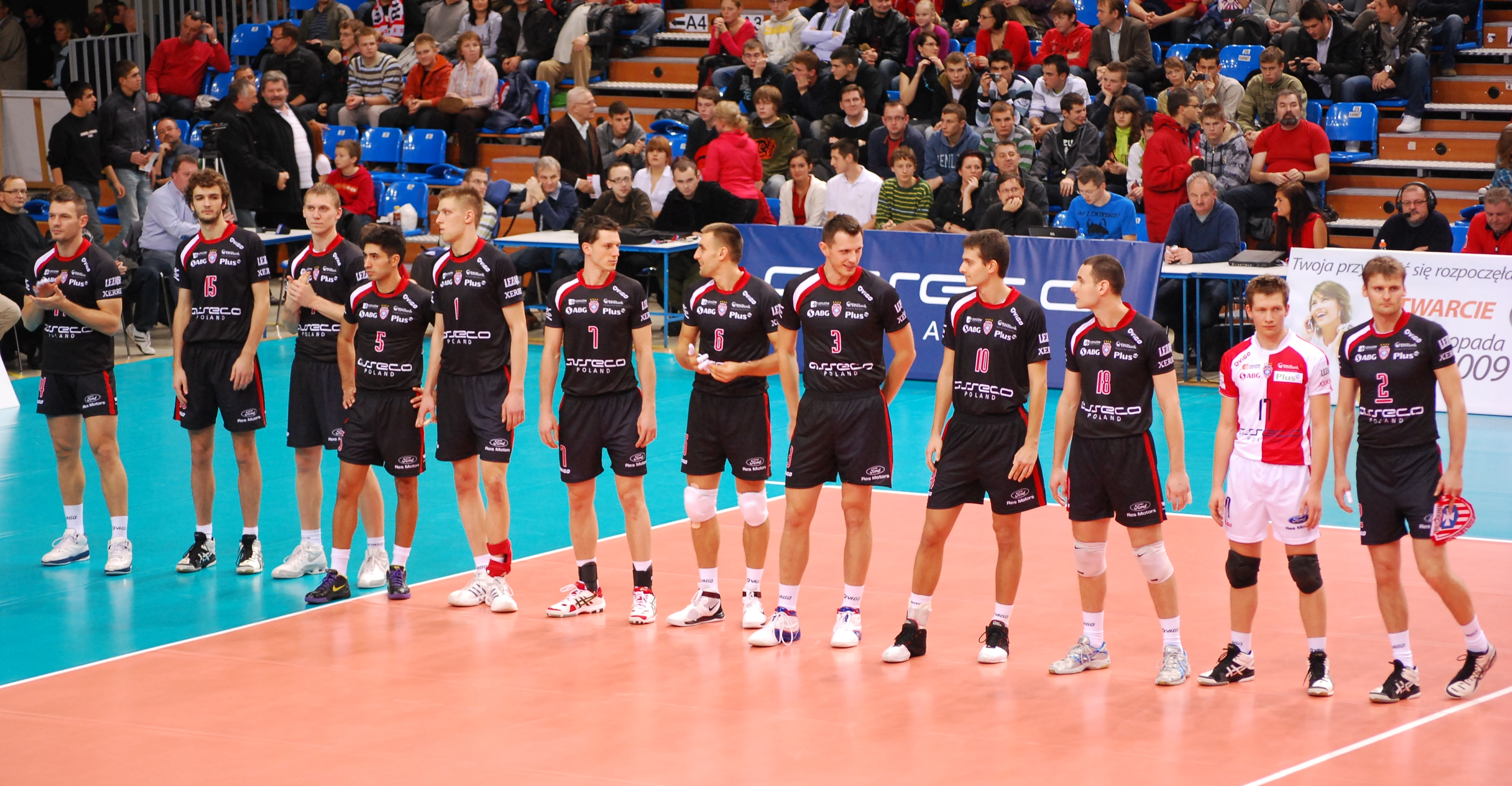
Zawodnicy Asseco Resovii Rzeszów w sezonie 2009/2010

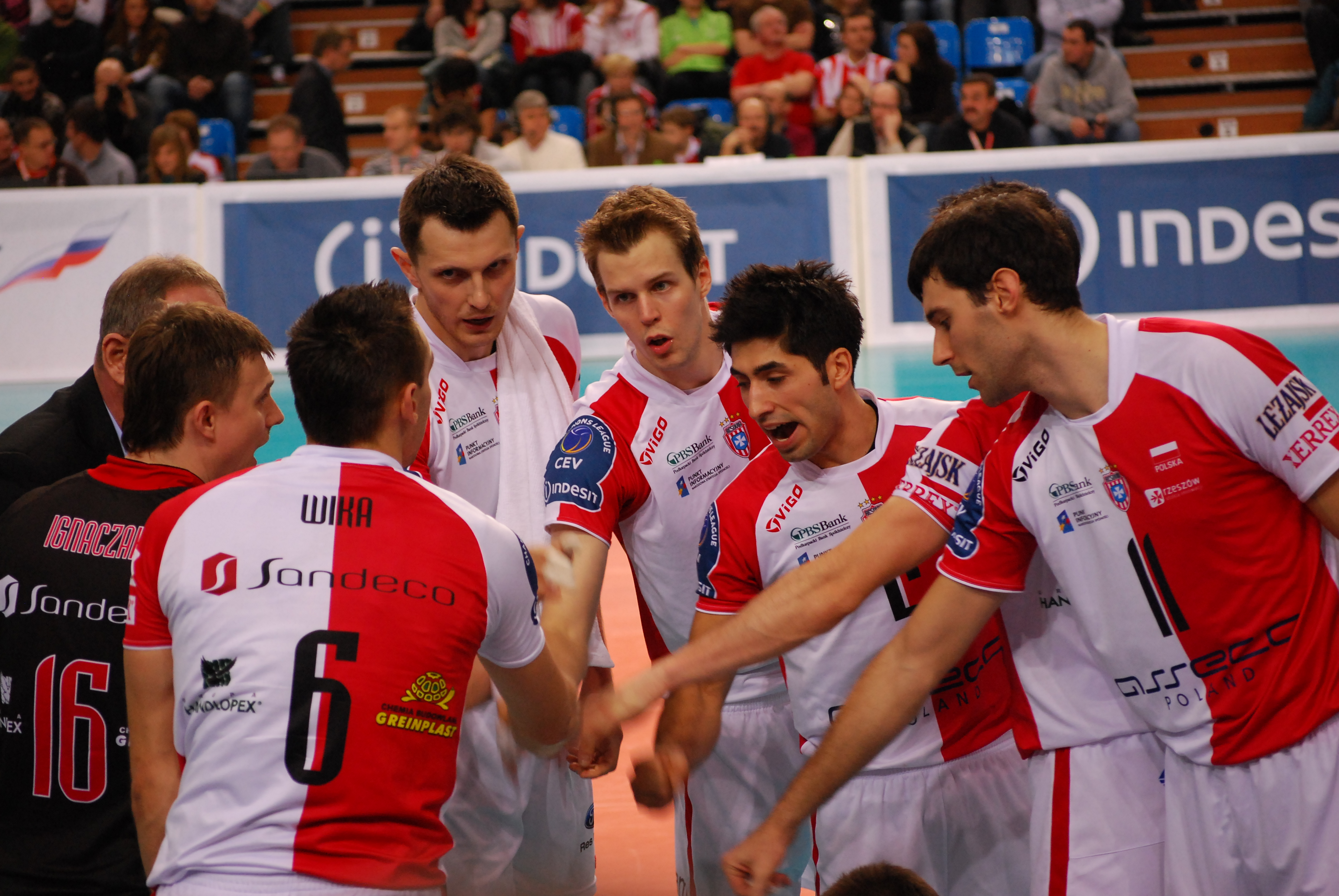
Zawodnicy Asseco Resovii Rzeszów w sezonie 2009/2010

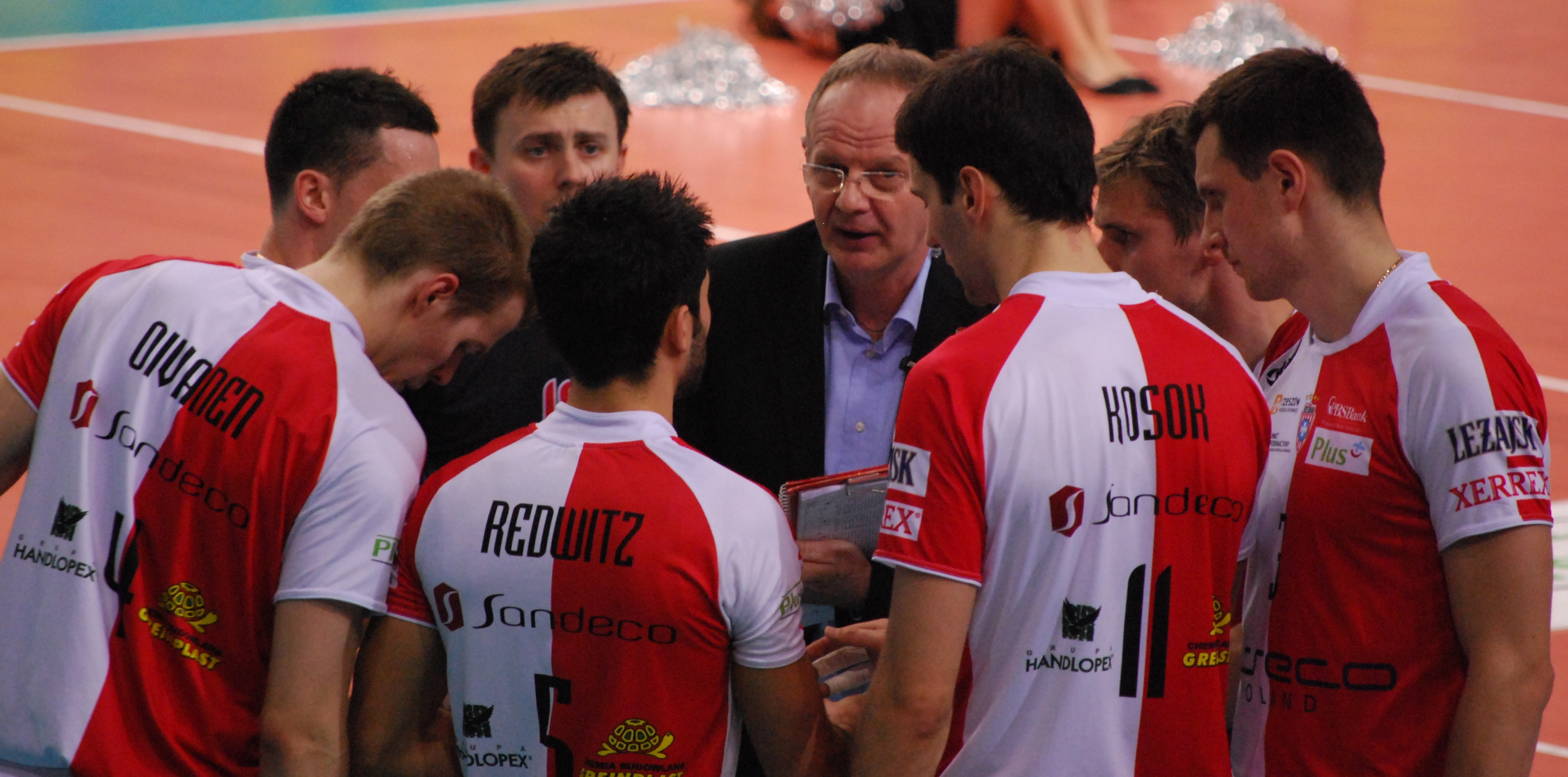
Zawodnicy Asseco Resovii Rzeszów w sezonie 2009/2010

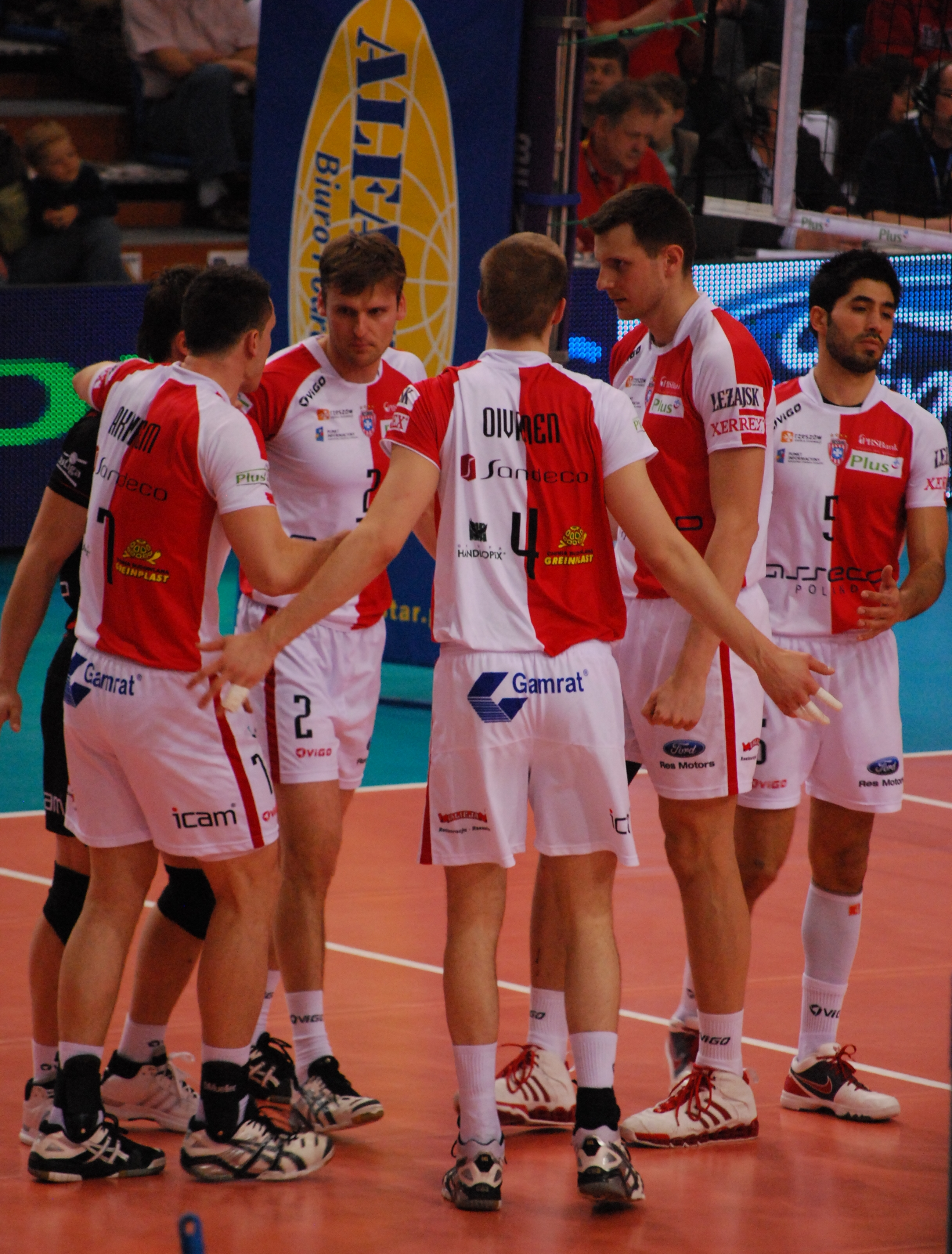
Zawodnicy Asseco Resovii Rzeszów w sezonie 2009/2010

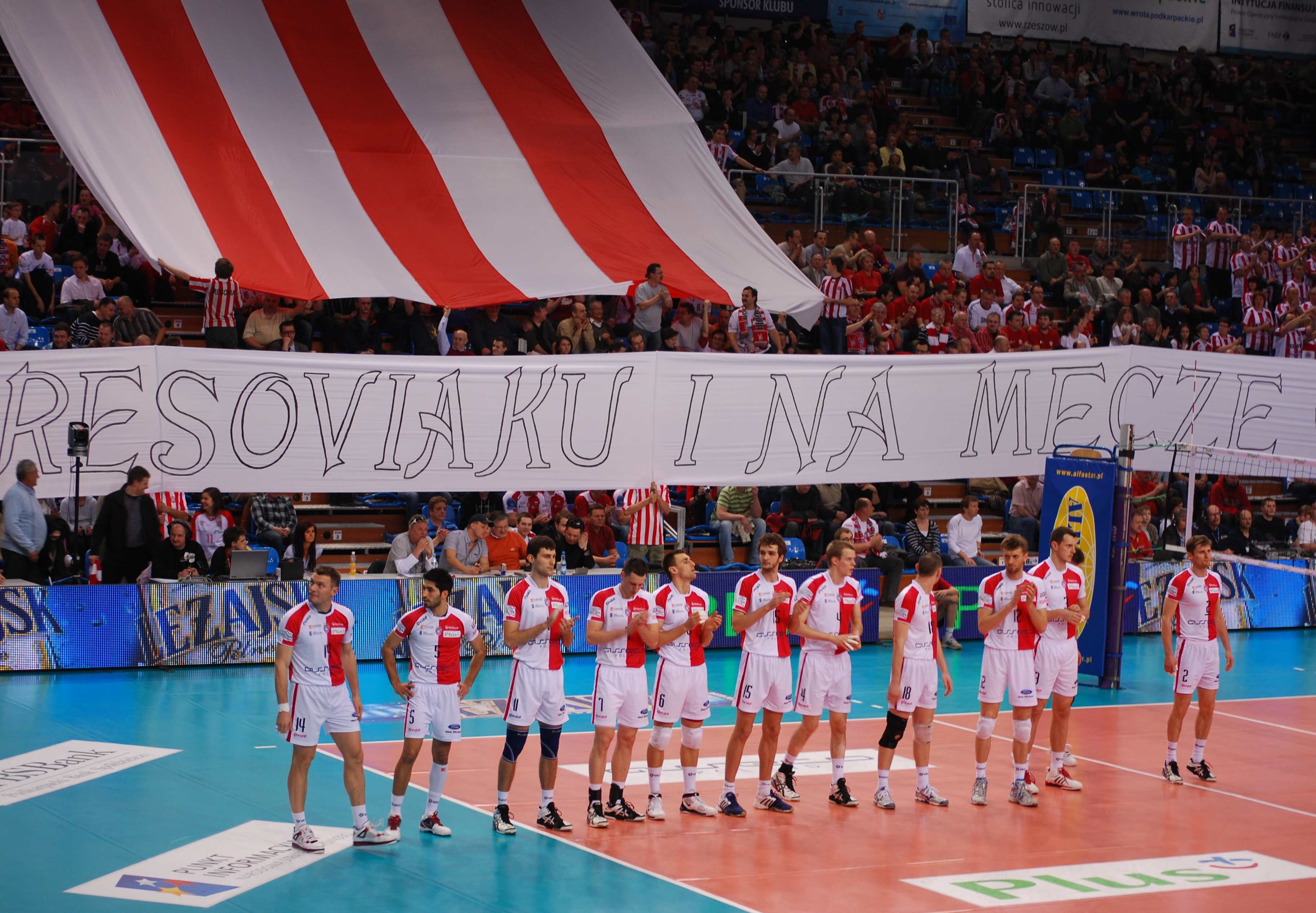
Zawodnicy Asseco Resovii Rzeszów w sezonie 2009/2010

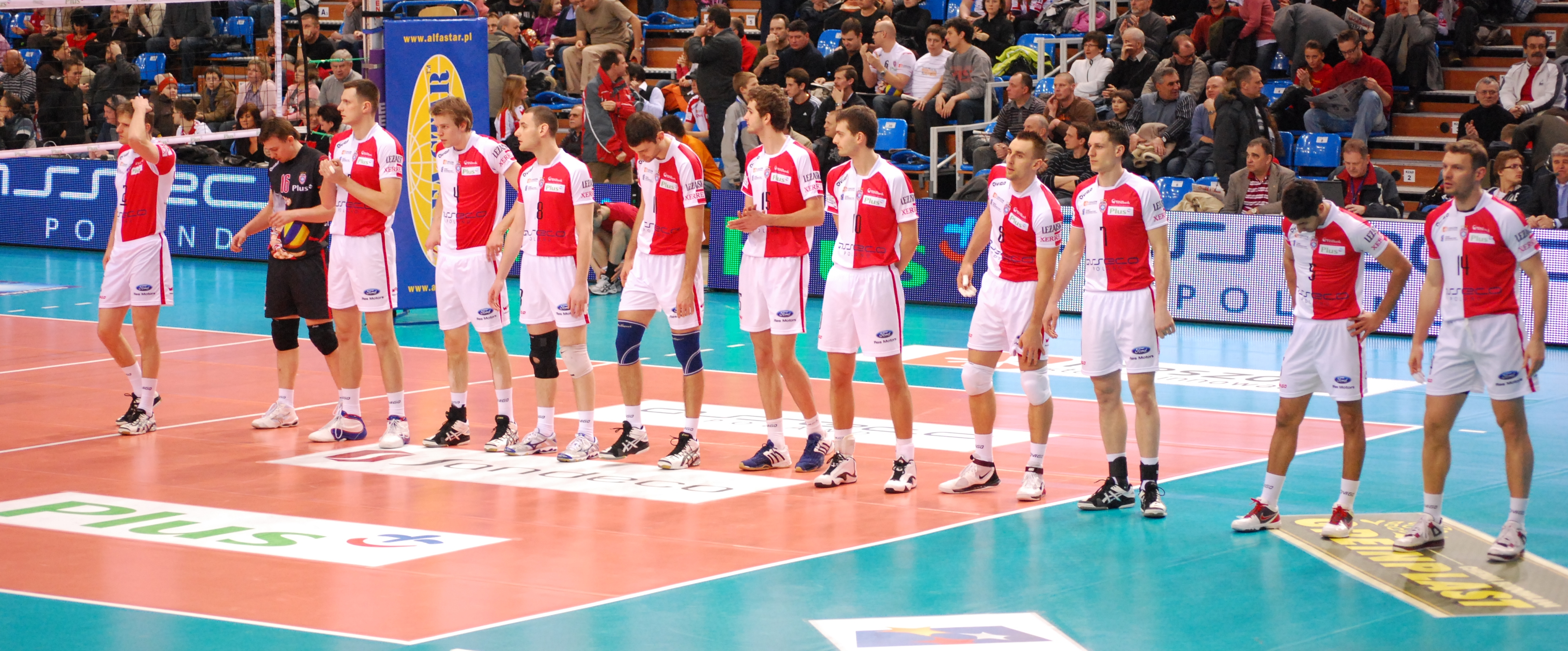
Zawodnicy Asseco Resovii Rzeszów w sezonie 2009/2010

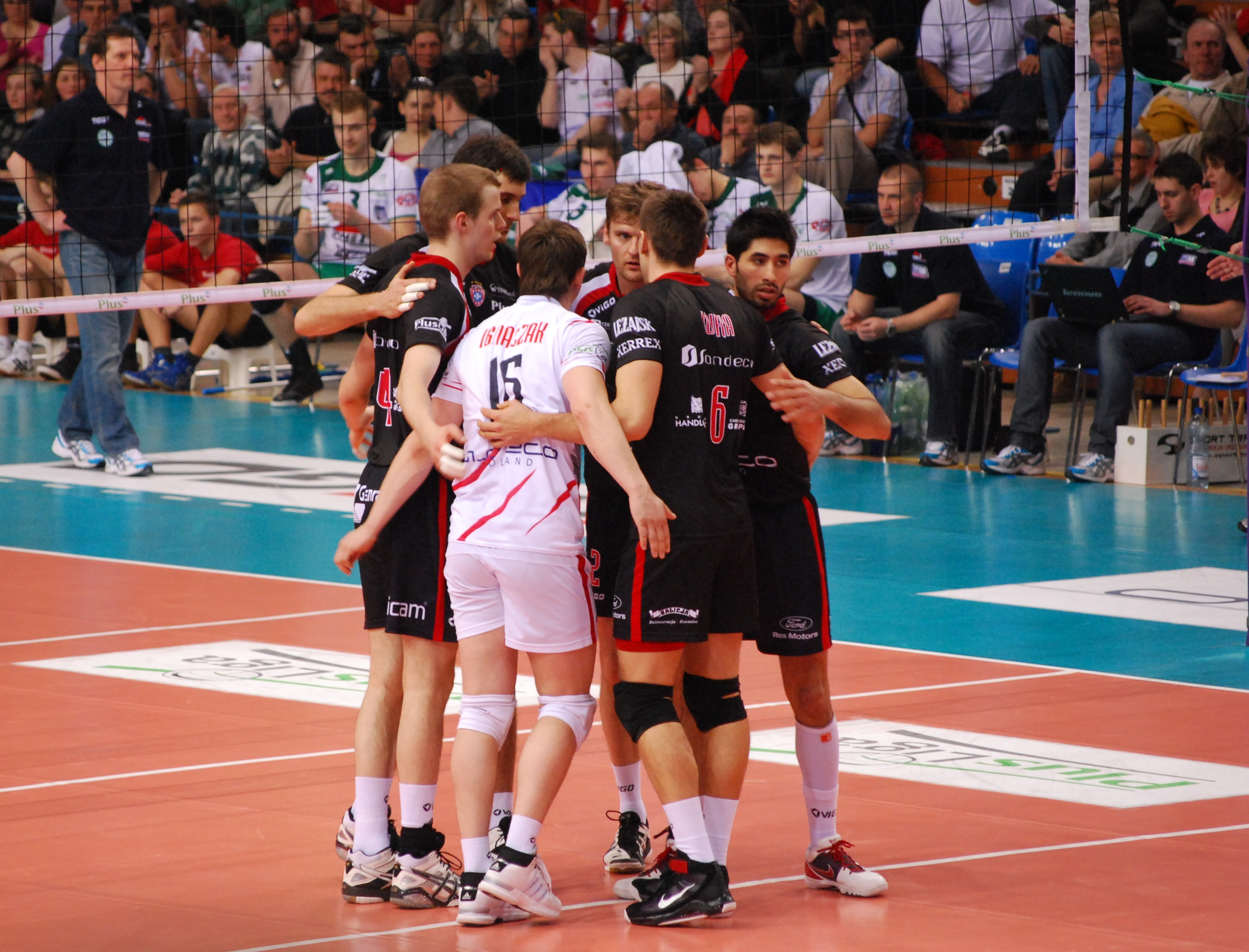
Zawodnicy Asseco Resovii Rzeszów w sezonie 2009/2010

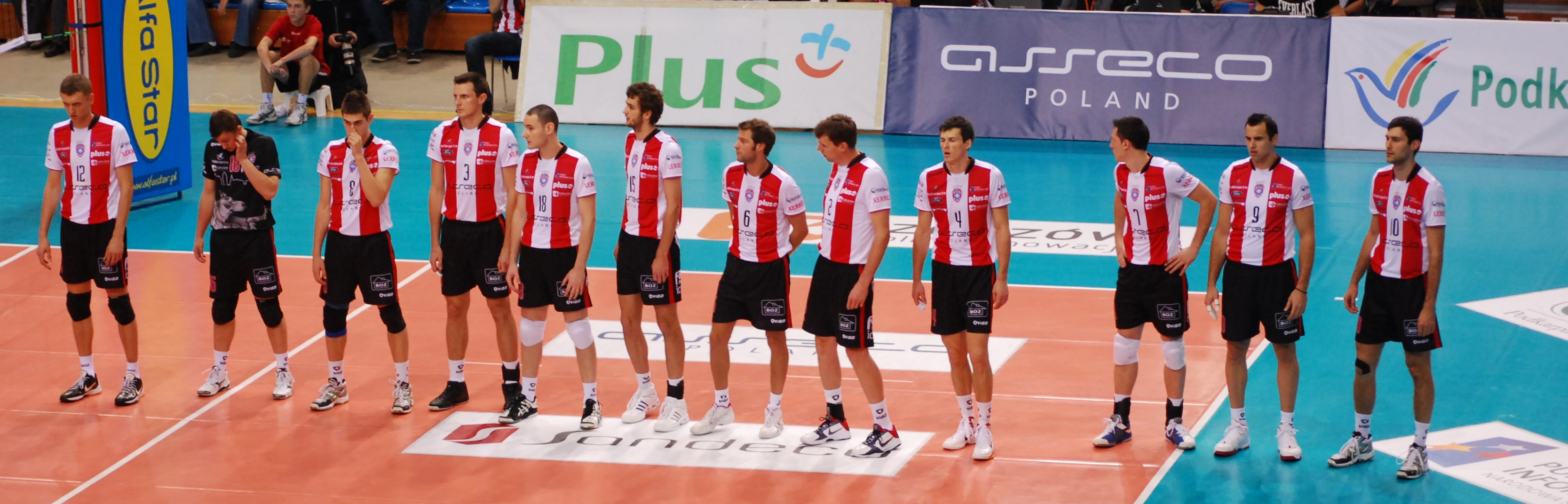
Zawodnicy Asseco Resovii Rzeszów w sezonie 2010/2011

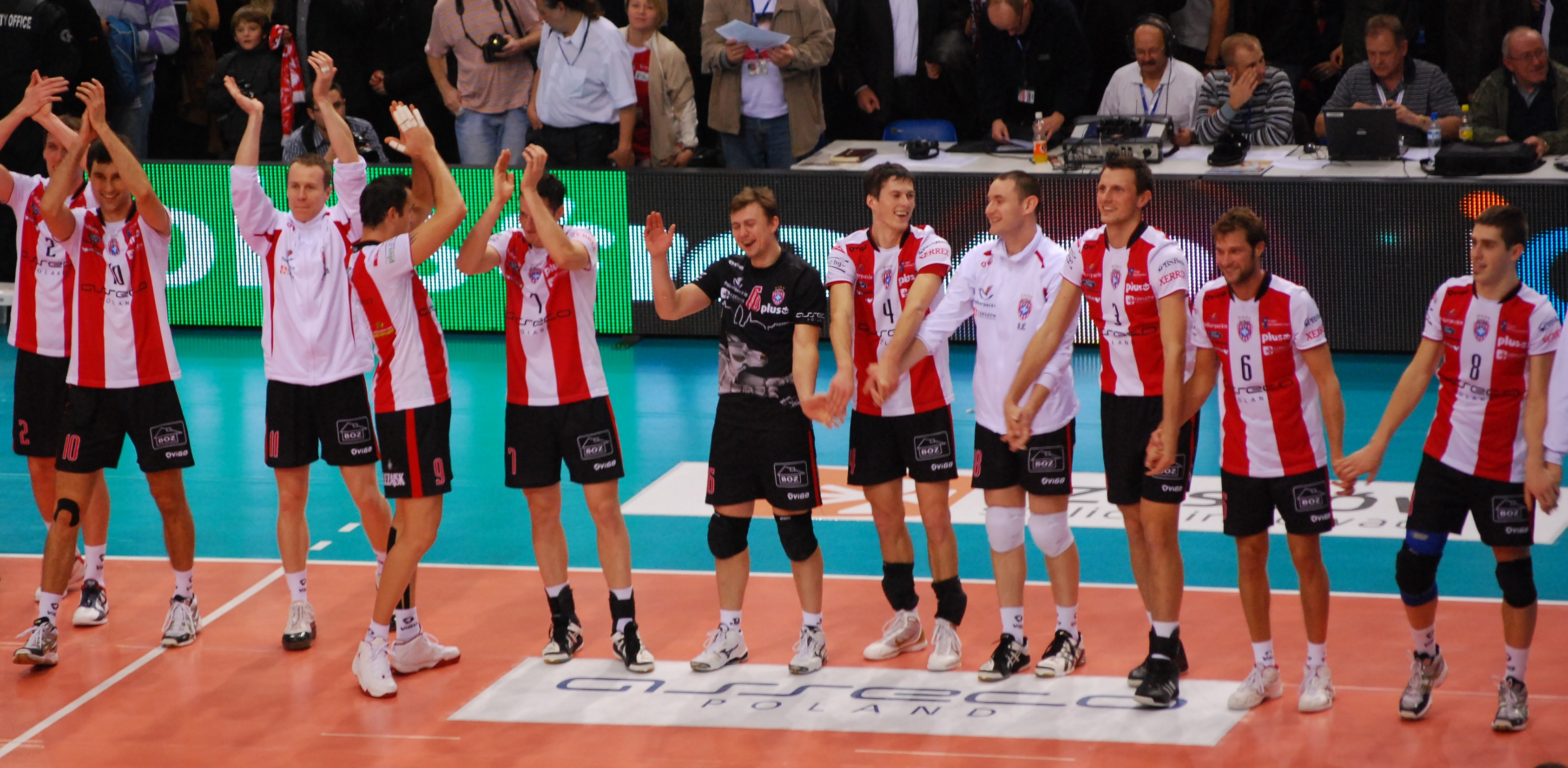
Zawodnicy Asseco Resovii Rzeszów w sezonie 2010/2011

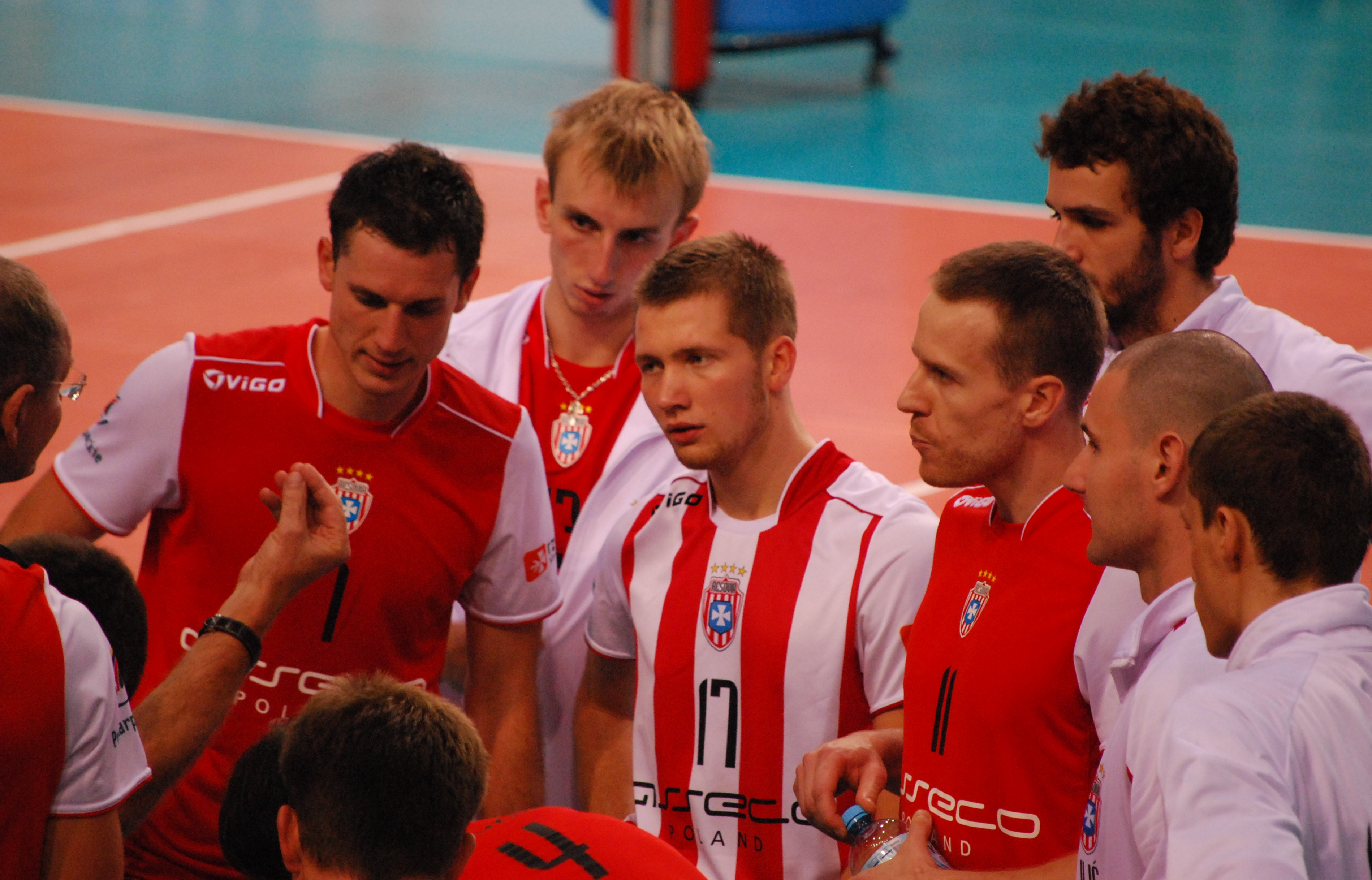
Zawodnicy Asseco Resovii Rzeszów w sezonie 2010/2011

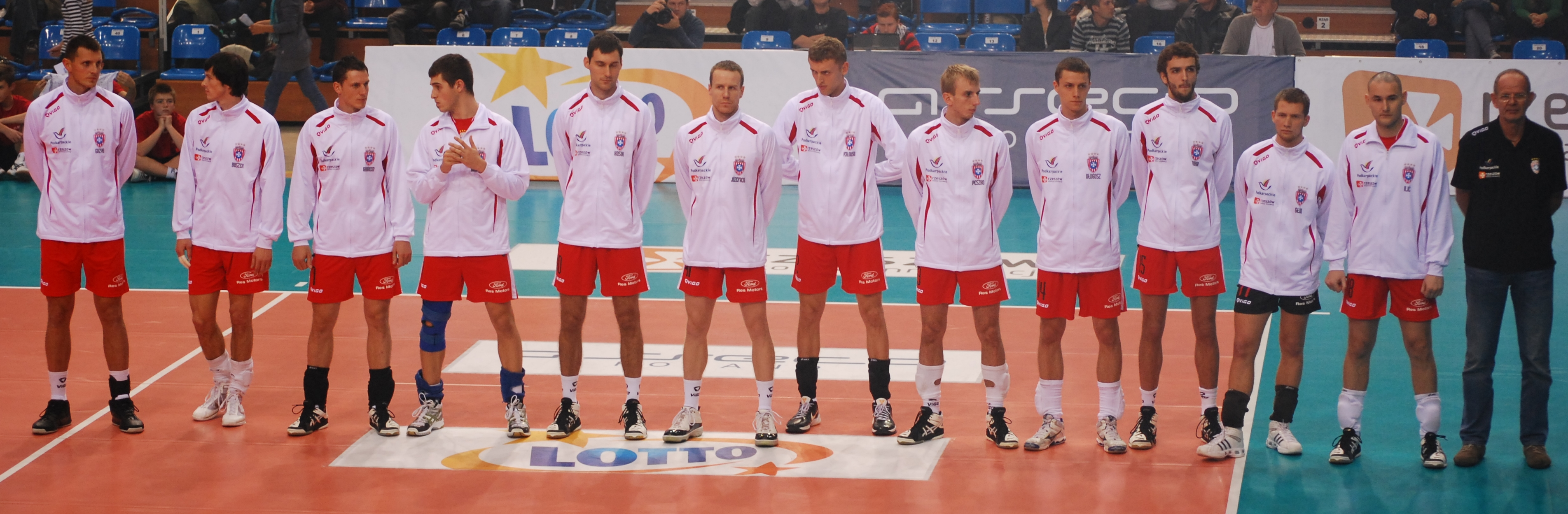
Zawodnicy Asseco Resovii Rzeszów w sezonie 2010/2011

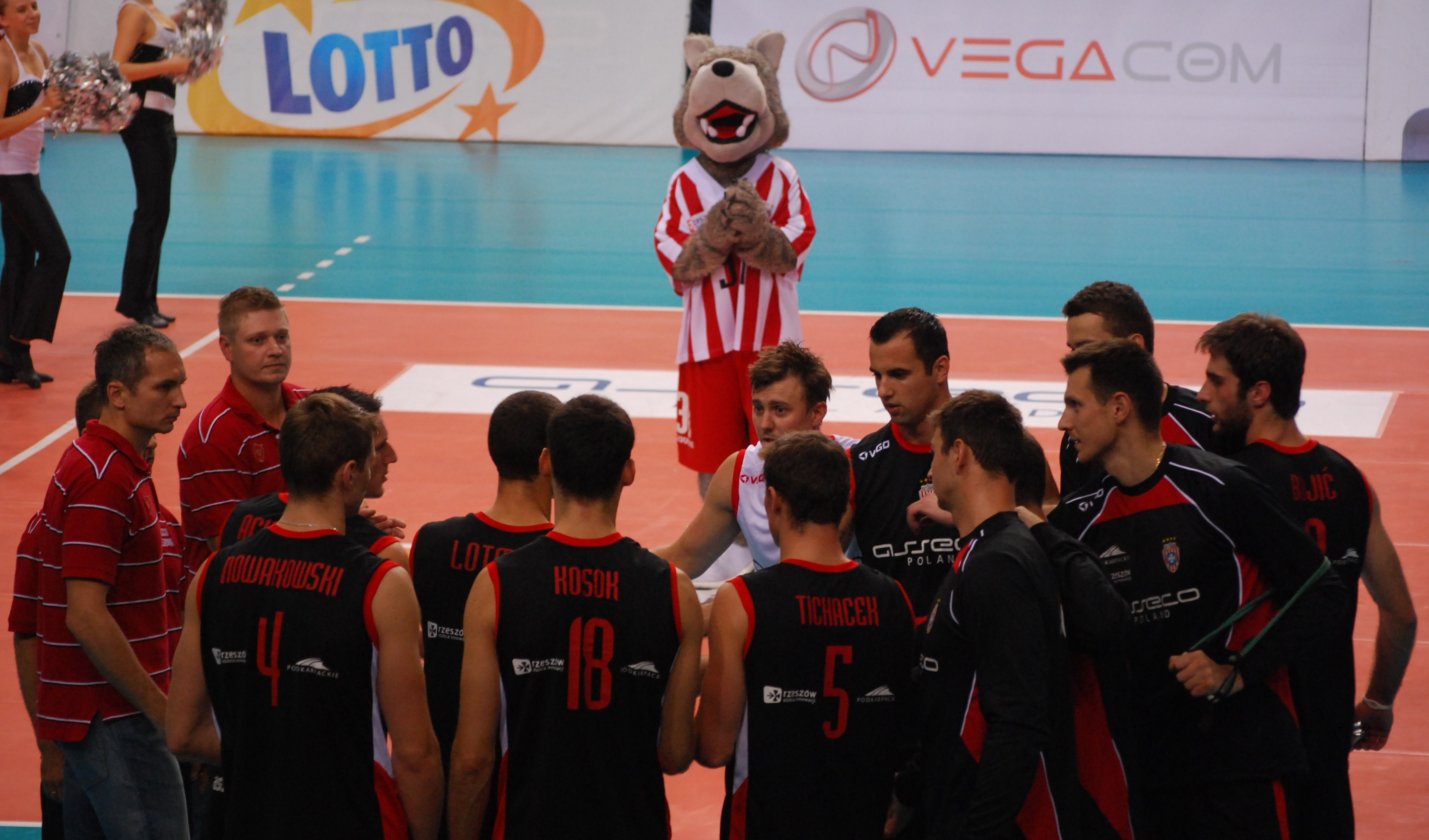
Zawodnicy Asseco Resovii Rzeszów w sezonie 2011/2012

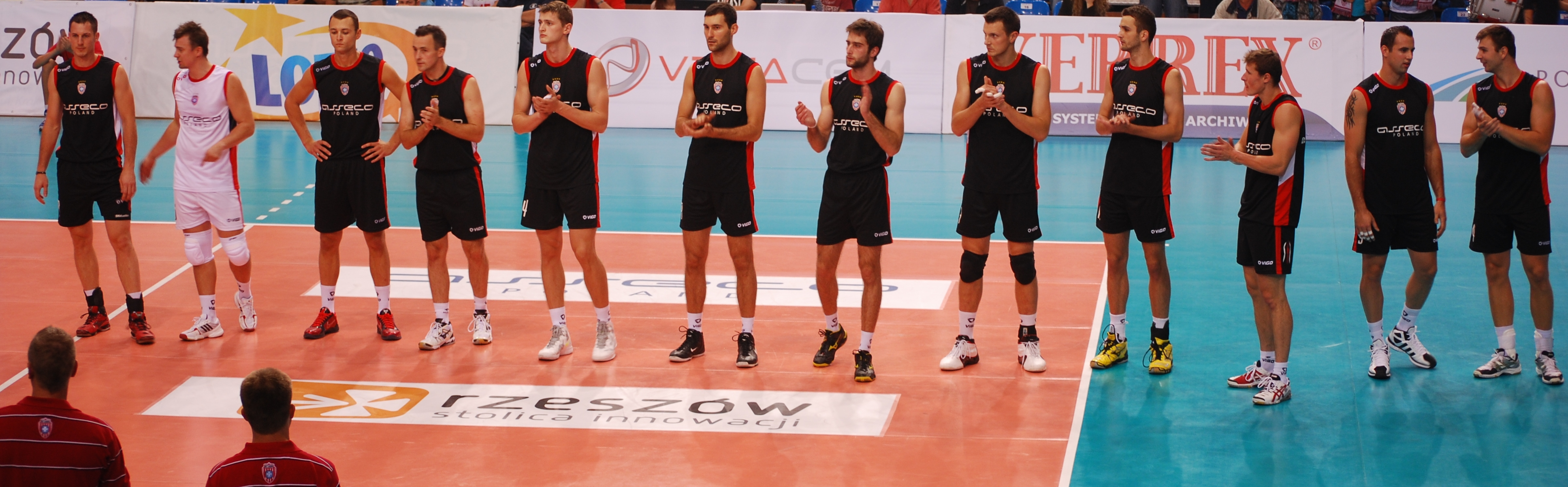
Zawodnicy Asseco Resovii Rzeszów w sezonie 2011/2012

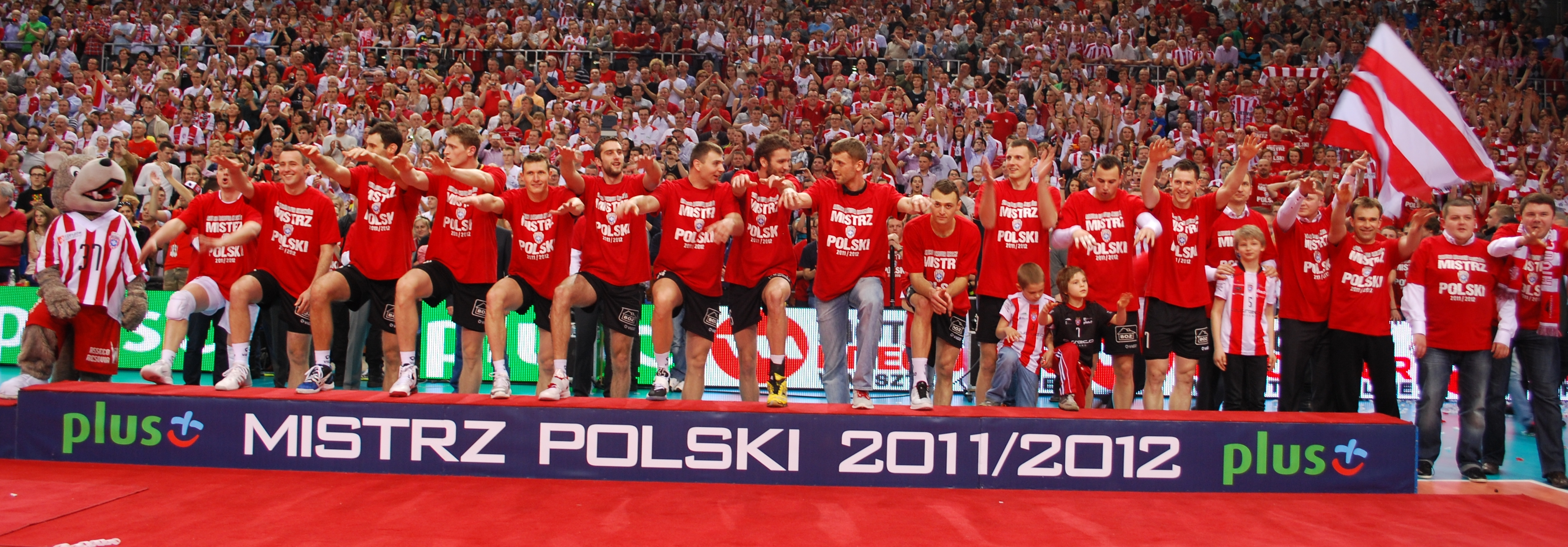
Asseco Resovia Rzeszów Mistrzem Polski w sezonie 2011/2012

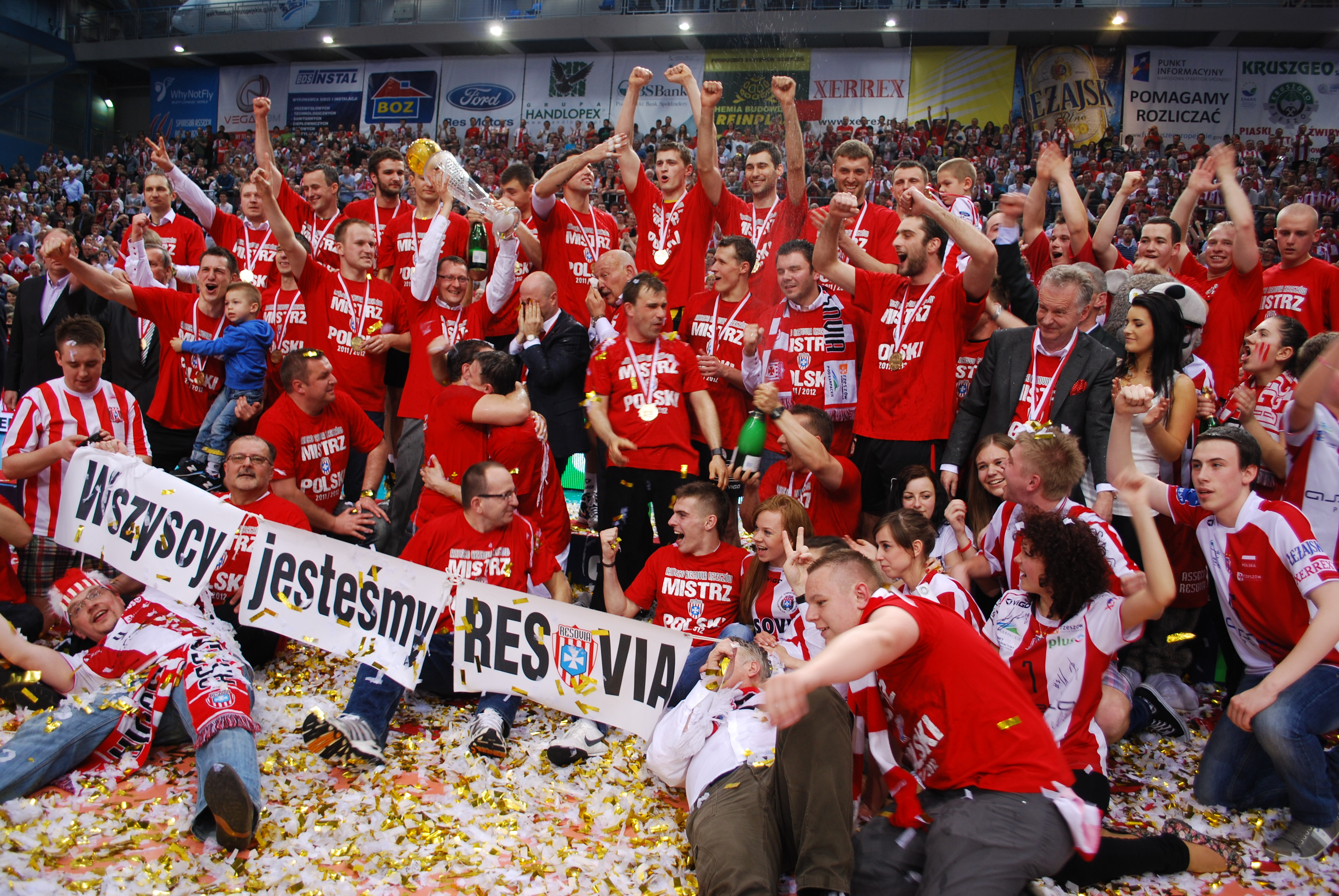
Asseco Resovia Rzeszów Mistrzem Polski w sezonie 2011/2012

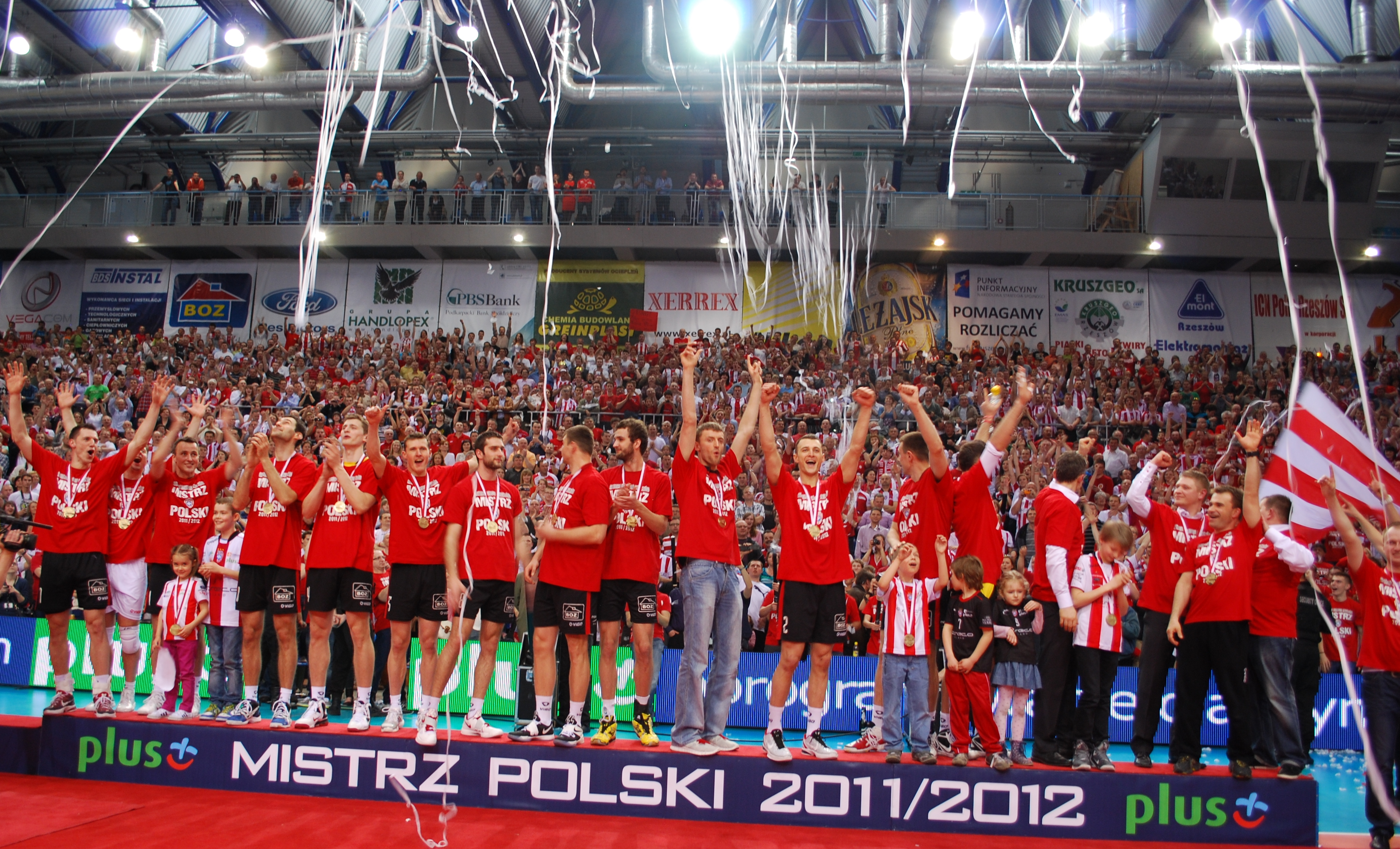
Asseco Resovia Rzeszów Mistrzem Polski w sezonie 2011/2012

Resovia – polski męski klub siatkarski z siedzibą w Rzeszowie. Siedmiokrotny mistrz Polski, trzykrotny zdobywca Pucharu Polski oraz zdobywca Superpucharu Polski i Pucharu CEV.
Od 17 listopada 2004 klub działa jako spółka akcyjna utworzona przez AKS Resovia. Spółka zajmuje się zawodową sekcją siatkówki mężczyzn. Sponsorem tytularnym klubu jest Asseco Poland SA. Od sezonu 2006/2007 drużyna występuje w rozgrywkach pod nazwą Asseco Resovia, gdzie człon „Resovia” odnosi się do łacińskiej nazwy „Rzeszów” (podjęte uchwałą Rady Miasta Rzeszowa), a nie, jak uprzednio, do klubu CWKS Resovia, z którym umowa przestała obowiązywać.

## Historia
Sekcję siatkówki założono w 1937. Momentem przełomowym dla siatkarzy był 1955, kiedy z okazji 50-lecia klubu rozpoczęto budowę hali ROSiR-u, która w późniejszych latach była świadkiem najwspanialszych sukcesów Resovii. W 1969 siatkarze grając w nowej hali, awansowali do 1 ligi.
Największe sukcesy przyszły w latach 70. „Mistrzowie podwójnej krótkiej”, jak popularnie nazywani byli siatkarze z Rzeszowa, największe triumfy odnieśli pod wodzą trenerów Jana Strzelczyka oraz Władysława Pałaszewskiego. Plon ich pracy to 4 złote medale mistrzostw Polski (1971, 1972, 1974, 1975), tytuł wicemistrzowski (1973), brąz mistrzostw Polski(1970) oraz udział w europejskich pucharach – II miejsce w Pucharze Europy w 1973 roku i III miejsce w Pucharze Zdobywców Pucharów w 1974 r. Największy sukces klubowe wicemistrzostwo świata w 1975. Trzon ówczesnej kadry tworzyli: Bronisław Bebel, Stanisław Gościniak, Marek Karbarz, Jan Such, Alojzy Świderek, Wiesław Radomski. Rzeszowianie odgrywali czołowe role w reprezentacji Polski oraz kadrze olimpijskiej (Bebel, Such, Gościniak i Karbarz). O sile podkarpackiego klubu świadczy fakt, że reprezentanci Polski siedzieli w Resovii na ławce rezerwowych.
W sezonie 2008/2009 Resovia po ponad 20 latach przerwy wróciła na podium mistrzostw Polski, zdobywając tytuł wicemistrzowski. W sezonie 2009/2010 Resovia zadebiutowała w rozgrywkach Ligi Mistrzów, w których dotarła do 1/6 finału. Z gry w Final Four Resovię wyeliminował zespół Trentino Volley, późniejszy zwycięzca zawodów.
W sezonie 2010/2011 Resovia dotarła do półfinału Pucharu Cev. Z gry w finale Resovię wyeliminował zespół Sisley Treviso, późniejszy triumfator zawodów. Resovia zakończyła sezon z brązowym medalem mistrzostw Polski. Po trzyletniej współpracy z klubem pożegnał się trener Ljubomir Travica, a jego następcą został dotychczasowy II trener – Andrzej Kowal.
W sezonie 2011/2012 Resovia dotarła do finału Pucharu CEV. Musiała jednak uznać wyższość zespołu Dinamo Moskwa, po przegraniu dwumeczu 0–2. Po 37 latach oczekiwania, w 2012 roku, drużyna Asseco Resovii zdobyła tytuł mistrza Polski, po pokonaniu w finale Skry Bełchatów w stosunku 3–1.

W sezonie 2012/2013 Resovia po raz drugi z rzędu zdobyła tytuł mistrza Polski, po zwycięstwie  w finale z Zaksą Kędzierzyn-Koźle w stosunku 3-2.
W sezonie 2013/2014 Resovia zdobyła medal srebrny, po pokonaniu w półfinale Zaksy Kędzierzyn-Koźle i po porażce w finale ze Skrą Bełchatów.
W sezonie 2014/2015 Resovia po roku odzyskała mistrzostwo kraju, po zwycięstwie z Treflem Gdańsk w stosunku 3-0.
W sezonie 2015/2016 Resovia organizowała turniej finałowy Ligi Mistrzów w piłce siatkowej (2015/2016), który odbył się w Tauron Arenie Kraków.
Sezon 2016/2017 Asseco Resovia zakończyła bez żadnego sukcesu. W walce o Puchar Polski drużyna z Rzeszowa odpadła w ćwierćfinale przegrawszy z Lotosem Treflem Gdańsk. W Lidze Mistrzów z trzeciego miejsca w grupie awansowała do rozgrywek play-off, w których dwukrotnie uległa włoskiemu Azimutowi Modena. W sezonie zasadniczym Plus Ligi Resovia zajęła 2. miejsce. Jednak w rozgrywkach play-off poniosła same porażki. Najpierw w półfinale ze Skrą Bełchatów 0:3 i 2:3, w rzeszowskiej hali na Podpromiu, a następnie w meczu o brązowy medal z Jastrzębskim Węglem (1:3, i w Rzeszowie 2:3). Ostatecznie rywalizację o mistrzostwo Polski Asseco Resovia zakończyła na 4. miejscu, co stanowiło koniec ośmioletniej serii medalowej (2009-2016). Przed ostatnim przegranym meczu odejście ze stanowiska trenera ogłosił Andrzej Kowal.

## Bilans sezon po sezonie
| Sezon     | Miejsce | Mecze | Z-P   | Puchary                                                            |
| --------- | ------- | ----- | ----- | ------------------------------------------------------------------ |
| 1968/1969 | 1.      |       |       |                                                                    |
| 1969/1970 | 3.      |       |       |                                                                    |
| 1970/1971 | 1.      |       |       |                                                                    |
| 1971/1972 | 1.      |       |       |                                                                    |
| 1972/1973 | 2.      |       |       | 2. miejsce w Pucharze Europy Mistrzów Klubowych                    |
| 1973/1974 | 1.      |       |       | Finalista Pucharu Polski, 3. miejsce w Pucharze Zdobywców Pucharów |
| 1974/1975 | 1.      |       |       | Puchar Polski                                                      |
| 1975/1976 | 7.      |       |       | 4. miejsce w Pucharze Europy Mistrzów Klubowych, 2. miejsce w KMŚ  |
| 1976/1977 | 3.      |       |       |                                                                    |
| 1977/1978 | 8.      |       |       |                                                                    |
| 1978/1979 | 8.      |       |       |                                                                    |
| 1979/1980 | 4.      |       |       |                                                                    |
| 1980/1981 | 5.      |       |       |                                                                    |
| 1981/1982 | 4.      |       |       |                                                                    |
| 1982/1983 | 8.      |       |       | Puchar Polski                                                      |
| 1983/1984 | 6.      |       |       |                                                                    |
| 1984/1985 | 4.      |       |       |                                                                    |
| 1985/1986 | 6.      |       |       | Finalista Pucharu Polski                                           |
| 1986/1987 | 3.      |       |       | Puchar Polski                                                      |
| 1987/1988 | 3.      |       |       |                                                                    |
| 1988/1989 | 6.      |       |       | 3. miejsce w Pucharze Polski                                       |
| 1989/1990 | 8.      |       |       |                                                                    |
| 1990/1991 | 8.      |       |       |                                                                    |
| 1991/1992 |         |       |       |                                                                    |
| 1992/1993 |         |       |       |                                                                    |
| 1993/1994 |         |       |       |                                                                    |
| 1994/1995 |         |       |       |                                                                    |
| 1995/1996 |         |       |       |                                                                    |
| 1996/1997 |         |       |       |                                                                    |
| 1997/1998 |         |       |       |                                                                    |
| 1998/1999 |         |       |       |                                                                    |
| 1999/2000 |         |       |       |                                                                    |
| 2000/2001 |         |       |       |                                                                    |
| 2001/2002 |         |       |       |                                                                    |
| 2002/2003 |         |       |       |                                                                    |
| 2003/2004 | 1.      | 28    | 20-8  |                                                                    |
| 2004/2005 | 7.      | 26    | 9-17  |                                                                    |
| 2005/2006 | 7.      | 28    | 12-16 |                                                                    |
| 2006/2007 | 5.      | 27    | 13-14 |                                                                    |
| 2007/2008 | 5.      | 29    | 16-13 | 4. miejsce w Pucharze Challenge                                    |
| 2008/2009 | 2.      | 28    | 19-9  |                                                                    |
| 2009/2010 | 3.      | 31    | 19-12 | Finalista Pucharu Polski                                           |
| 2010/2011 | 3.      | 35    | 24-11 |                                                                    |
| 2011/2012 | 1.      | 29    | 22-7  | 2. miejsce w Pucharze CEV                                          |
| 2012/2013 | 1.      | 32    | 21-11 | Finalista Pucharu Polski                                           |
| 2013/2014 | 2.      | 33    | 24-9  |                                                                    |
| 2014/2015 | 1.      | 34    | 30-4  | 2. miejsce w Lidze Mistrzów, Finalista Pucharu Polski              |
| 2015/2016 | 2.      | 29    | 18-11 | 4. miejsce w Lidze Mistrzów                                        |
| 2016/2017 | 4.      | 34    | 25-9  |                                                                    |
| 2017/2018 | 6.      | 36    | 21-15 |                                                                    |
| 2018/2019 | 7.      | 26    | 13-13 |                                                                    |
| 2019/2020 | 13.     | 24    | 7-17  |                                                                    |
| 2020/2021 | 5.      | 30    | 19-11 |                                                                    |
| 2021/2022 | 5.      | 30    | 15-15 |                                                                    |
| 2022/2023 | 3.      | 41    | 30-11 |                                                                    |
| 2023/2024 | 4.      | 36    | 24-12 | 1. miejsce w Pucharze CEV                                          |
| 2024/2025 | 6.      | 34    | 19-15 | 2. miejsce w Pucharze CEV                                          |

Poziom rozgrywek:
     najwyższy ogólnokrajowy
     drugi
     trzeci

## Sukcesy
Mistrzostwo Polski:
- 1. miejsce (7x): 1971, 1972, 1974, 1975, 2012, 2013, 2015
- 2. miejsce (4x): 1973, 2009, 2014, 2016
- 3. miejsce (7x): 1970, 1977, 1987, 1988, 2010, 2011, 2023[3]

 Puchar Polski:
- 1. miejsce (3x): 1975, 1983, 1987
- 2. miejsce (5x): 1974, 1986, 2010, 2013, 2015
- 3. miejsce (1x): 1989

 Superpuchar Polski:
- 1. miejsce (1x): 2013
- 2. miejsce (2x): 2012, 2015

 Puchar Europy Mistrzów Klubowych / Liga Mistrzów:
- 2. miejsce (2x): 1973, 2015

 Puchar Zdobywców Pucharów / Puchar CEV:
- 1. miejsce (1x): 2024[4]
- 2. miejsce (2x): 2012, 2025[5]
- 3. miejsce (1x): 1974

## Kadra

### Sezon 2025/2026[6]
- Pierwszy trener:  Massimo Botti
- Asystent trenera:  Alfredo Martilotti
- Asystent trenera:  Olieg Achrem
- Przewodniczący rady nadzorczej: Piotr Maciąg
- Prezes zarządu: Bogusław Zając
- Wiceprezes zarządu: Michał Tuszyński

| Nr                     | Imię i nazwisko  | Data ur. | Wzrost | Pozycja      |
| ---------------------- | ---------------- | -------- | ------ | ------------ |
| 2                      | Dawid Woch       | 1997     | 200    | środkowy     |
| 5                      | Jakub Bucki      | 1988     | 197    | atakujący    |
| 11                     | Lukáš Vašina     | 1999     | 197    | przyjmujący  |
| 13                     | Michał Potera    | 1988     | 183    | libero       |
| 16                     | Paweł Zatorski   | 1990     | 184    | libero       |
| 18                     | Klemen Čebulj    | 1992     | 202    | przyjmujący  |
| 25                     | Cezary Sapiński  | 1994     | 203    | środkowy     |
| Potwierdzone transfery |                  |          |        |              |
|                        | Erik Shoji       | 1989     | 184    | libero       |
|                        | Danny Demyanenko | 1994     | 196    | środkowy     |
|                        | Yacine Louati    | 1992     | 197    | przyjmujący  |
|                        | Marcin Janusz    | 1994     | 195    | rozgrywający |
|                        | Karol Butryn     | 1993     | 193    | atakujący    |
|                        | Artur Szalpuk    | 1995     | 201    | przyjmujący  |
|                        | Wiktor Nowak     | 1999     | 186    | rozgrywający |
|                        | Mateusz Poręba   | 1999     | 203    | środkowy     |

## Trenerzy
| Nazwisko          | Okres                | Okres                |
| ----------------- | -------------------- | -------------------- |
| Jan Such          | 2003                 | 3 grudnia 2007       |
| Andrzej Kowal     | 3 grudnia 2007       | 2008                 |
| Ljubomir Travica  | 2008                 | 20 kwietnia 2011     |
| Andrzej Kowal     | 20 kwietnia 2011     | 23 kwietnia 2017     |
| Roberto Serniotti | maj 2017             | 3 grudnia 2017       |
| Andrzej Kowal     | 4 grudnia 2017       | 28 października 2018 |
| Gheorghe Crețu    | 28 października 2018 | 6 kwietnia 2019      |
| Piotr Gruszka     | 9 maja 2019          | 30 stycznia 2020     |
| Wojciech Serafin  | 30 stycznia 2020     | 11 lutego 2020       |
| Emanuele Zanini   | 11 lutego 2020       | 5 kwietnia 2020      |
| Alberto Giuliani  | 5 kwietnia 2020      | 28 grudnia 2021      |
| Marcelo Méndez    | 28 grudnia 2021      | 12 maja 2022         |
| Giampaolo Medei   | 7 czerwca 2022       | 2024                 |
| Tuomas Sammelvuo  | 25 czerwca 2024      | 2025                 |
| Massimo Botti     | 24 czerwca 2025      |                      |

## Obcokrajowcy w zespole
| Lata gry                            | Imię i nazwisko           | Pozycja      |
| ----------------------------------- | ------------------------- | ------------ |
| 2004-2005                           | Serhij Żywołożnyj         | przyjmujący  |
| 2005-2007                           | Dušan Kubica              | libero       |
| 2006-2008                           | Karel Kvasnička           | przyjmujący  |
| 2006-2007                           | Geir Eithun               | przyjmujący  |
| 2007-2011                           | Ivan Ilić                 | rozgrywający |
| 2007-2009                           | Ihosvany Hernández Rivera | środkowy     |
| 2007-2009                           | Aleksander Mitrović       | przyjmujący  |
| 2008-2010                           | Mikko Oivanen             | atakujący    |
| 2009-2016                           | Olieg Achrem              | przyjmujący  |
| 2009 (do 31.12.2009)                | Ardo Kreek                | środkowy     |
| 2009-2010 2018 (do 13.12.2018)      | Rafael Redwitz            | rozgrywający |
| 2010-2011                           | Michele Baranowicz        | rozgrywający |
| 2010-2011                           | Matej Černič              | przyjmujący  |
| 2010-2011                           | Ryan Millar               | środkowy     |
| 2010-2012                           | Georg Grozer              | atakujący    |
| 2011-2012                           | Adrian Radu Gontariu      | atakujący    |
| 2011-2012                           | Marko Bojić               | przyjmujący  |
| 2011-2015                           | Paul Lotman               | przyjmujący  |
| 2011-2018                           | Lukáš Ticháček            | rozgrywający |
| 2012-2013                           | Nikola Kovačević          | przyjmujący  |
| 2012-2018                           | Jochen Schöps             | atakujący    |
| 2013-2016                           | Nikołaj Penczew           | przyjmujący  |
| 2013-2014                           | Péter Veres               | przyjmujący  |
| 2014-2015 2016-2017                 | Marko Ivović              | przyjmujący  |
| 2014-2016                           | Russell Holmes            | środkowy     |
| 2015-2016                           | Dmytro Paszycki           | środkowy     |
| 2015-2017                           | Thomas Jaeschke           | przyjmujący  |
| 2015-2016                           | Julien Lyneel             | przyjmujący  |
| 2016-2017                           | Gavin Schmitt             | atakujący    |
| 2016-2017                           | Frederic Winters          | przyjmujący  |
| 2016-2017                           | John Perrin               | przyjmujący  |
| 2016-2019 2022-2023 (do 24.03.2023) | Thibault Rossard          | przyjmujący  |
| 2017-2018                           | Elviss Krastins           | przyjmujący  |
| 2018 (od 02.03.2018)                | Barthélémy Chinenyeze     | środkowy     |
| 2018-2019                           | David Smith               | środkowy     |
| 2018-2019                           | Nicolas Szerszen          | przyjmujący  |
| 2018-2020                           | Kawika Shoji              | rozgrywający |
| 2018-2020                           | Luke Perry                | libero       |
| 2019-2020                           | Tomas Rousseaux           | przyjmujący  |
| 2019-2020                           | Nicholas Hoag             | przyjmujący  |
| 2019-2020                           | Nicolas Marechal          | przyjmujący  |
| 2020-2021                           | Jeffrey Jendryk           | środkowy     |
| 2020-2021                           | Robert Täht               | przyjmujący  |
| 2020-2021 (od 07.12.2020)           | Simone Parodi             | przyjmujący  |
| 2020-2022                           | Timo Tammemaa             | środkowy     |
| 2020-                               | Klemen Čebulj             | przyjmujący  |
| 2021-2022                           | Sam Deroo                 | przyjmujący  |
| 2021-2023                           | Jan Kozamernik            | środkowy     |
| 2022-2024                           | Torey Defalco             | przyjmujący  |
| 2023 (od 31.01.2023)                | Maurício Borges Silva     | przyjmujący  |
| 2023 (do 30.11.2023)                | Jonas Kvalen              | przyjmujący  |
| 2023-2024 2025-                     | Yacine Louati             | przyjmujący  |
| 2023-2025                           | Stéphen Boyer             | atakujący    |
| 2024-2025                           | Gregor Ropret             | rozgrywający |
| 2024-                               | Lukáš Vašina              | przyjmujący  |
| 2025-                               | Danny Demyanenko          | środkowy     |
| 2025-                               | Erik Shoji                | libero       |

## Klub kibica

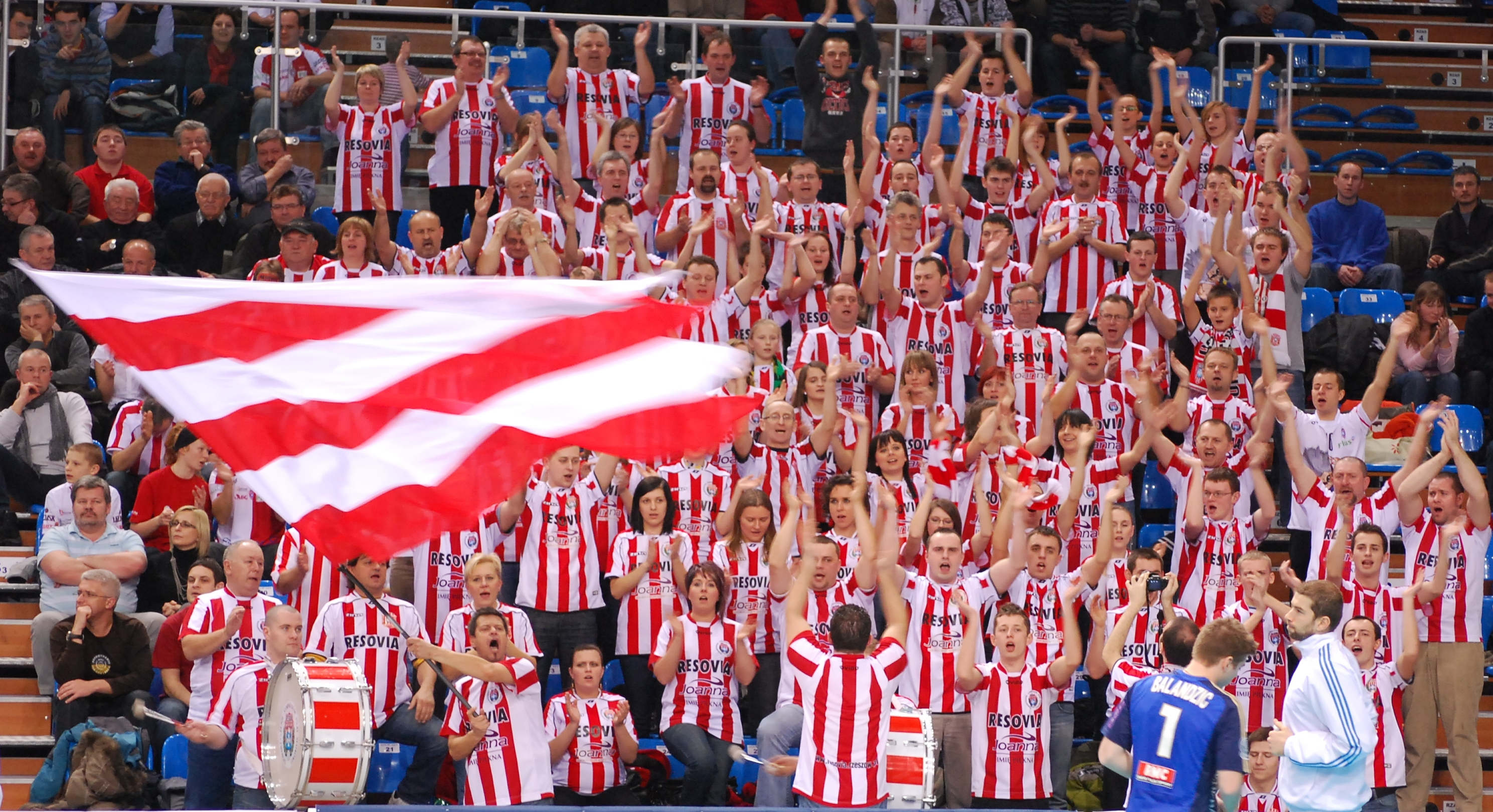
Klub Kibica Asseco Resovii

Stowarzyszenie nosi nazwę Stowarzyszenie Sympatyków Piłki Siatkowej Resovia w Rzeszowie (w skrócie SSPS Resovia), którego siedzibą jest miasto Rzeszów. Działa na podstawie ustawy Prawo o stowarzyszeniach.